# باسكال بيروبيه
باسكال بيروبيه هو سياسي كندي، ولد في 16 فبراير 1975 في ماتان، كيبك في كندا. نشط حزبياً في الحزب الكيبيكي. وقد انتخب عضو الجمعية الوطنية في كيبك ‏ عن دائرة Matane-Matapédia ‏ خلال فترته النيابية ‏ (25 أبريل 2007 – ).